# うしかい座i星
うしかい座i星（うしかいざiせい、i Boötis、i Boo）またはうしかい座44番星は、うしかい座にある連星系である。地球からは、約40.8光年の距離にある。

## 特徴

### 星系
| 指標            | 構成要素       | 構成要素        | 構成要素       |
| 指標            | うしかい座i星A | うしかい座i星 B | うしかい座i星C |
| --------------- | -------------- | --------------- | -------------- |
| 視等級          | 5.136          | 6.004           | 6.004          |
| 絶対等級        | 4.65           | 5.63            | 6.54           |
| スペクトル型    | G1 V           | G8 V            | K0 V           |
| 半径 (R☉)       | 1.05           | 0.86            | 0.66           |
| 質量 (M☉)       | 1.06           | 0.98            | 0.55           |
| 自転速度 (km/s) |                | 164             | 125            |
| 光度 (L☉)       | 1.1            | 0.51            | 0.24           |
| 表面温度 (K)    | 5,900          | 5,300           | 5,035          |
| 色指数 B-V      | 0.547          | 0.782           | 0.782          |

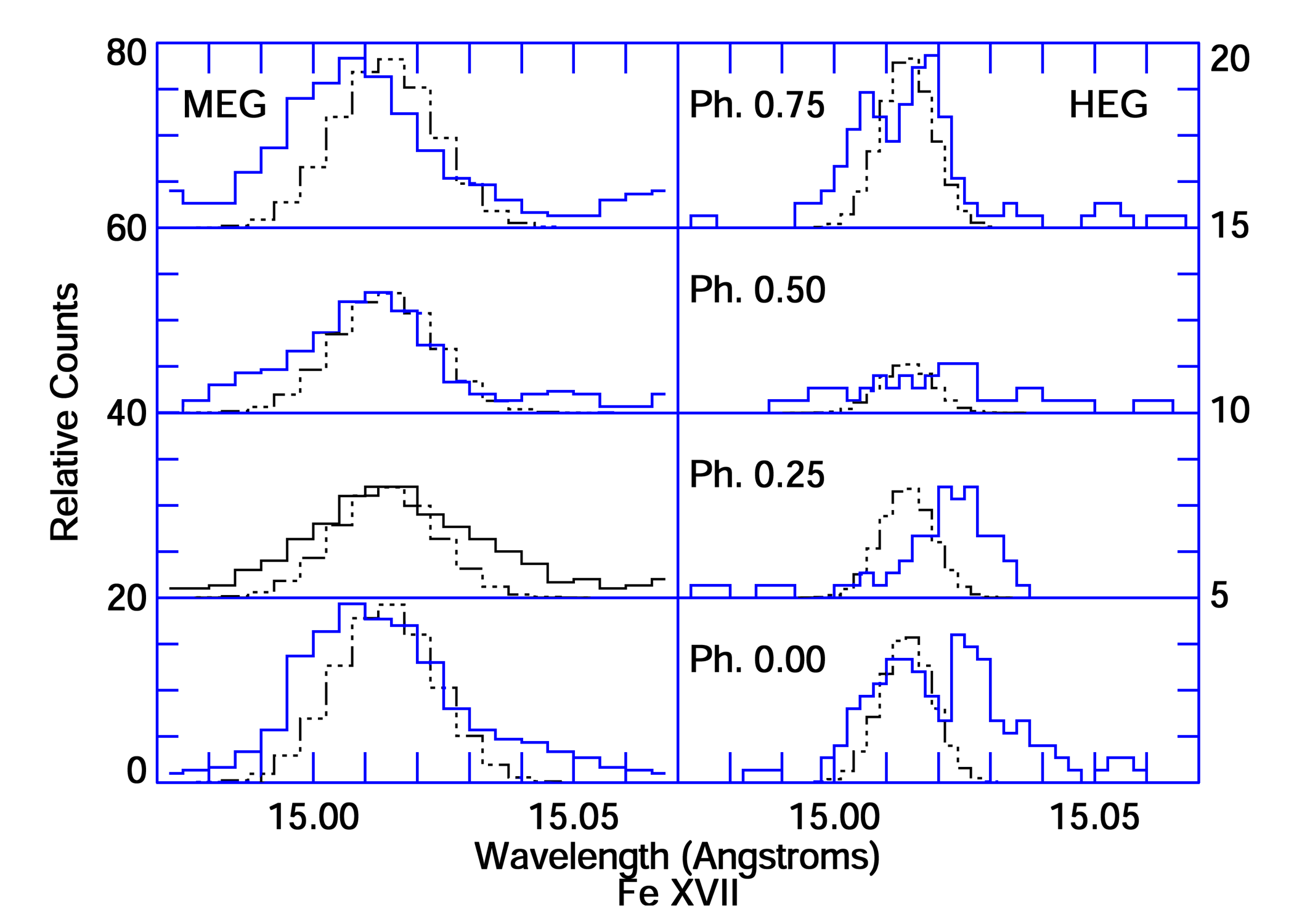
チャンドラが観測したうしかい座i星(B)の鉄の16階電離輝線の時間変化。おおぐま座W型の連星の公転運動が表れている。出典: CXC / Brickhouse et al.

うしかい座i星は1781年8月17日、イギリスの天文学者ウィリアム・ハーシェルによって、重星であることが発見された。主星のうしかい座i星Aは、黄白色のG型主系列星で、視等級は5.14である。伴星のうしかい座i星Bは、ウィルソン山天文台の分光観測によっておおぐま座W星と似ていることが指摘され、その後1926年に変光特性が確認されて、視覚的に分離できない伴星うしかい座i星Cと、おおぐま座W型の連星を形成することがわかった。B星とC星の連星は、分光連星でかつ食連星であり、食によって、明るさが5.8から6.4等級まで、6.43時間周期で変化する。また、B星とC星は光球が接触するくらいに距離が近くなっており、地球から最も近い近接連星系である。B-C星系は、A星の周りを細長い楕円軌道で、約209年周期で公転している。

### 赤外超過
うしかい座i星は、遠赤外線で赤外超過の兆候を示しており、主星の周りに低温の塵でできた星周円盤が存在している可能性がある。観測された赤外線を、黒体放射と仮定して計算した場合、塵の温度はおよそ23Kで、円盤の大きさは中心星から半径182AUになると推定される。